# Kristien Elsen
Kristien Elsen est une joueuse de football belge née le 5 septembre 1988 en Belgique.

## Biographie
Elle joue actuellement au DVC Eva's Tirlemont. Kristien Elsen joue tout d'abord au KFC Rapide Wezemaal, club avec lequel elle remporte 3 titres de championne de Belgique ainsi qu'une Coupe de Belgique. Elle dispute par ailleurs dix-neuf matchs de Coupe UEFA avec cette équipe. 
En 2010, elle est transférée au Lierse SK. Avec le club lierrois, elle joue et perd deux finales de Coupe de Belgique. Ensuite, elle joue une saison à Oud-Heverlee Louvain.
Kristien Elsen est internationale belge. Elle a participé au championnat d'Europe des moins de 19 ans en 2006, marquant le seul et unique but de la Belgique dans cette compétition.

## Palmarès
- Championne de Belgique (3) : 2005 - 2006 - 2007
- Vainqueur de la Coupe de Belgique (1) : 2007
- Finaliste de la Coupe de Belgique (1) : 2006 - 2011 - 2012
- Doublé Championnat de Belgique-Coupe de Belgique (1) : 2007
- Doublé Championnat de Belgique-Super Coupe de Belgique (1) : 2006

### Bilan
- 4 titres

## Statistiques

### Coupe de l'UEFA
- 19 matchs, 2 buts